# دامن مدادی

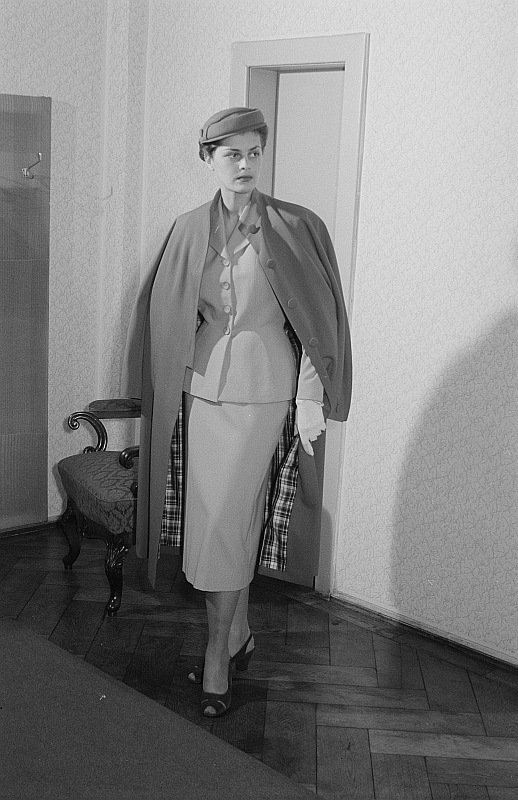
کت و شلوار با دامن مدادی، آلمانی، ۱۹۵۴

دامن مدادی یک دامن اندامی با برشی صاف و باریک است. معمولاً سجاف رو یا درست زیر زانو می‌افتد تا طراحی چسبان وتنگ داشته باشد. نام این دامن برگرفته از شکل بلند، باریک و مداد آن است.

## سبک

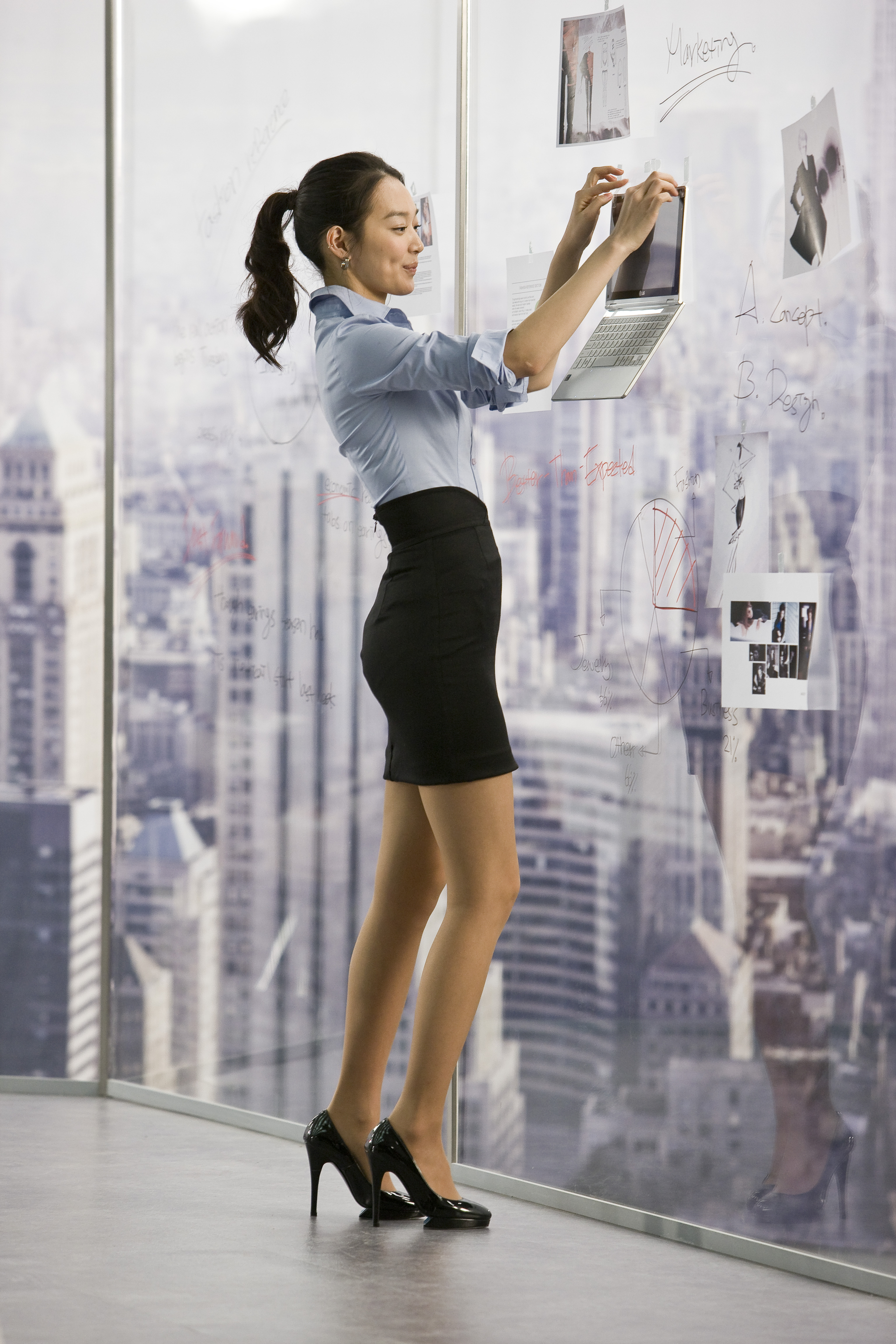
بازیگر کره ای شین مین آ در دامن مدادی که تناسب اندام خود را نشان می‌دهد

دامن مدادی را می‌توان به عنوان یک لباس جداگانه یا به عنوان بخشی از کت شلوار پوشید. دامن مدادی معمولاً دارای یک چاک در پشت یا در طرفین که کمتر معمول است، چون اندامی است و شکل باریک آن می‌تواند حرکت پوشنده را محدود کند. گاهی به جای چاک از پلیسه چاک‌دار استفاده می‌شود که به‌جای چاک قسمت‌های کمتری از بدن را در معرض دید قرار می‌دهد. دامن‌های مدادی ساخته شده از پارچه‌های کشباف کشدار معمولاً نیازی به چاک یا پلیسه ندارند.
کفش‌های معمول که با این دامن پوشیده می‌شوند عبارتند از مجلسی یا کفش پاشنه‌بلند که با جوراب‌های شفاف یا ساپورت ست می‌شوند. جوراب با دوخت پشتی یادآور دوران کلاسیک دامن مدادی در دهه ۱۹۵۰ است. دامن‌های مدادی را می‌توان با کفش بدون پاشنه نیز پوشید تا ظاهری معمولی‌تر و جوان‌تر را تداعی کند، شبیه آنچه در دهه ۱۹۶۰ مد بود.

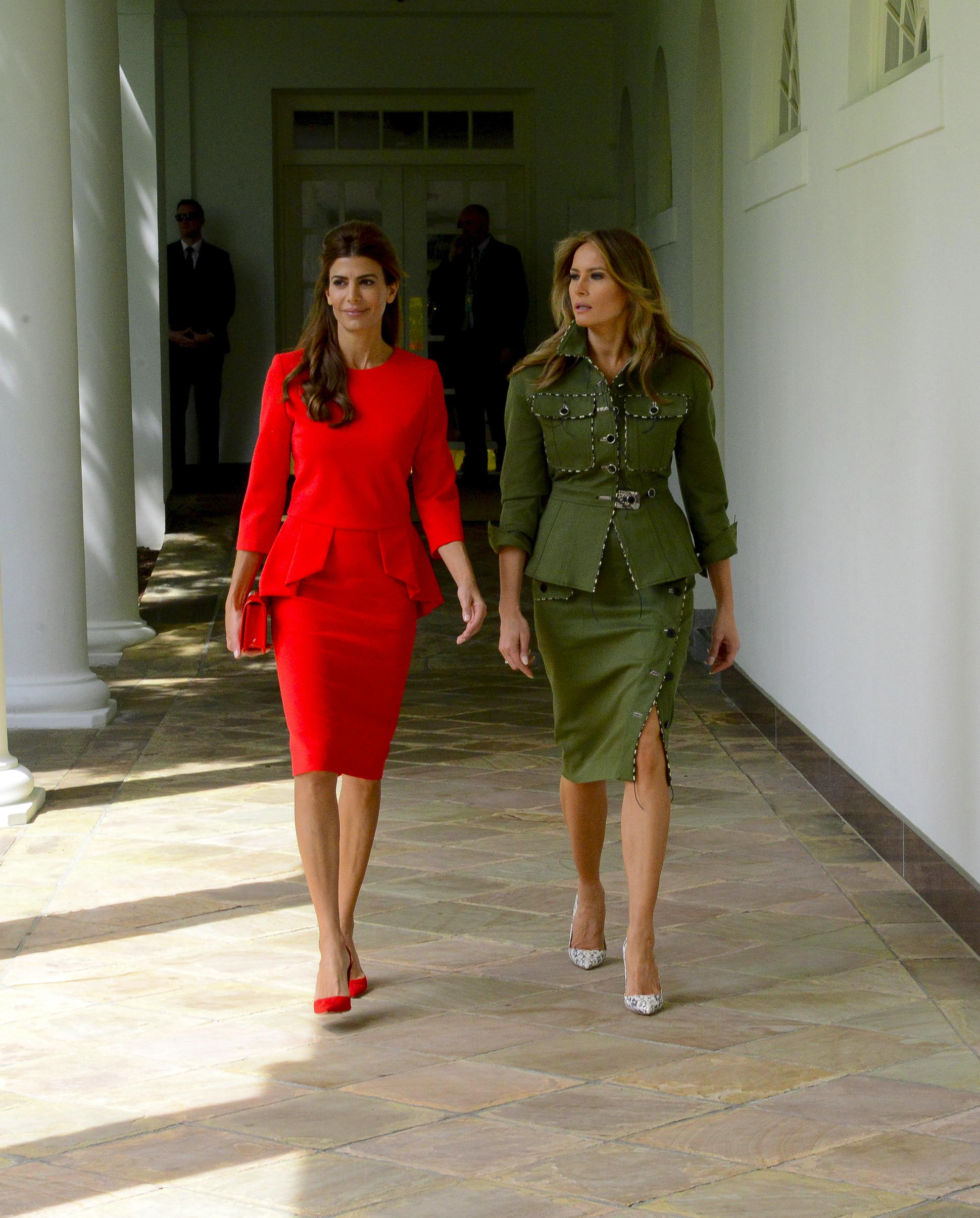
جولیانا آوادا و ملانیا ترامپ با دامن مدادی، ۲۰۱۷

دامن‌های تنگ سابقه طولانی در مد غربی دارند. نسخه پیشین دامن مدادی، دامن هوبل است که یک مد قبل از جنگ جهانی اول بوده و از لباس باله روسی الهام گرفته شده است. این دامن تمام قد با سجاف تنگ و باریک مانع راه رفتن می‌شد.
کریستین دیور، طراح فرانسوی، دامن مدادی کلاسیک مدرن را در مجموعه زمستانی پاییز سال ۱۹۵۴ خود معرفی کرد.
همراه با دامن کوتاه، دامن مدادی با سرعت بسیار و به ویژه برای لباس‌های اداری محبوب شد. این موفقیت به دلیل تمایل زنان به مدهای جدید در پی جنگ جهانی دوم و جیره‌بندی جنگ سرد، همراه با شرایط اقتصادی سخت و در زمانی که پارچه‌ها گران بودند، به‌دست آمد.